# Dungeons & Dragons: Chronicles of Mystara
Dungeons & Dragons: Chronicles of Mystara è una raccolta di videogiochi picchiaduro sviluppata da Iron Galaxy e pubblicata nel 2013 da Capcom per Microsoft Windows, Xbox 360, PlayStation 3 e Wii U.
Chronicles of Mystara comprende i giochi Dungeons & Dragons: Tower of Doom e Dungeons & Dragons: Shadow over Mystara.

## Accoglienza
Ryan McCaffrey di IGN ha lodato l'inserimento di una modalità multigiocatore cooperativa online e il supporto al widescreen. Eurogamer fa notare che la versione Wii U è priva degli Obiettivi e dei Trofei presenti nelle versioni per PlayStation 3 e Xbox 360, tuttavia è presente un sistema di missioni interno che permette di sbloccare delle abilità al raggiungimento di determinati traguardi.